# Baboucarr Ousmaila Joof
Baboucarr Ousmaila Joof (* 10. Oktober 1963 in Njongon, Lower Nuimi, North Bank Region) ist ein gambischer Politiker.

## Leben
Nach seinen Schulabschluss war Joof von 1981 bis 1987 als Lehrer ohne Lehramtsausbildung tätig. Von 1987 bis 1989 absolvierte er diese Ausbildung am Gambia College. Im Juli 2004 erwarb er an der University of Hull einen Bachelor of Science in Management. Im Dezember 2010 erlangte er an der University of Auckland in Neuseeland den Master of Commerce in Management.
Nach seiner Lehrerausbildung war Joof bis 1997 als Lehrer an verschiedenen Grundschulen beschäftigt. Von 1997 bis 2002 war er für die Gambia Teacher's Union Cooperative Credit Union (GTUCCU) tätig. Nach einer Tätigkeit bei der britischen Baumarktkette B&Q kehrte er 2004 zur GTUCCU zurück, wo er zuletzt als General Manager tätig war.
Mit Bildung des neuen Kabinetts am 4. Mai 2022 berief der gambische Präsident Adama Barrow Joof als Minister für den öffentlichen Dienst, die Verwaltungsreform, die politische Koordinierung und deren Umsetzung (Minister of in charge of the Public Service, Administrative Reforms, Policy Coordination & Delivery). Dieses Ministerium wurde mit der Kabinettsbildung neu geschaffen. Am 13. Oktober 2022 wurde er aus diesem Ministeramt entlassen und zugleich zum Minister für Handel, Regionale Integration und Beschäftigung ernannt.